# Moriyasu Hirofumi
Hirofumi Moriyasu (sinh ngày 23 tháng 4 năm 1985) là một cầu thủ bóng đá người Nhật Bản.

## Sự nghiệp câu lạc bộ
Hirofumi Moriyasu đã từng chơi cho FC Gifu.